# Hrabstwo McDonough
Hrabstwo McDonough – hrabstwo w USA, w stanie Illinois, według spisu z 2000 roku liczba ludności wynosiła 32 913. Siedzibą hrabstwa jest Havana.

## Geografia
Według spisu hrabstwo zajmuje powierzchnię 1528 km², z czego 1526 km² stanowią lądy, a 1526 km² (0,13%) stanowią wody.
Hrabstwo zajmuje prawie dokładnie obszar kwadratu, Siedziba władz hrabstwa Macomb znajduje się w centralnej części hrabstwa, a budynek sądu dokładnie w centrum hrabstwa.

### Sąsiednie hrabstwa
- Hrabstwo Warren – północ
- Hrabstwo Fulton – wschód
- Hrabstwo Schuyler – południe
- Hrabstwo Hancock – zachód
- Hrabstwo Henderson – północny zachód

Stan Illinois na mapie USA

## Historia
Hrabstwo McDonough powstało 25 stycznia 1826 roku. Swoją nazwę obrało na cześć Thomasa Macdonough, bohatera wojny brytyjsko-amerykańskiej w 1812 roku, który zwyciężył w decydującej bitwie morskiej na jeziorze Champlain wojska brytyjskie. Hrabstwo McDonough było częścią Traktatu wojskowego z 1812 roku i przyznane przez kongres weteranom wojny.

## Demografia
Według spisu z 2000 roku hrabstwo zamieszkuje 32 913 osób, które tworzą 12 360 gospodarstw domowych oraz 7094 rodzin. Gęstość zaludnienia wynosi 22 osób/km². Na terenie hrabstwa jest 13 289 budynków mieszkalnych o częstości występowania wynoszącej 9 budynków/km². Hrabstwo zamieszkuje 92,88% ludności białej, 3,46% ludności czarnej, 0,14% rdzennych mieszkańców Ameryki, 2,02% Azjatów, 0,04% mieszkańców Pacyfiku, 0,47% ludności innej rasy oraz 1% ludności wywodzącej się z dwóch lub więcej ras, 1,48% ludności to Hiszpanie, Latynosi lub inni.

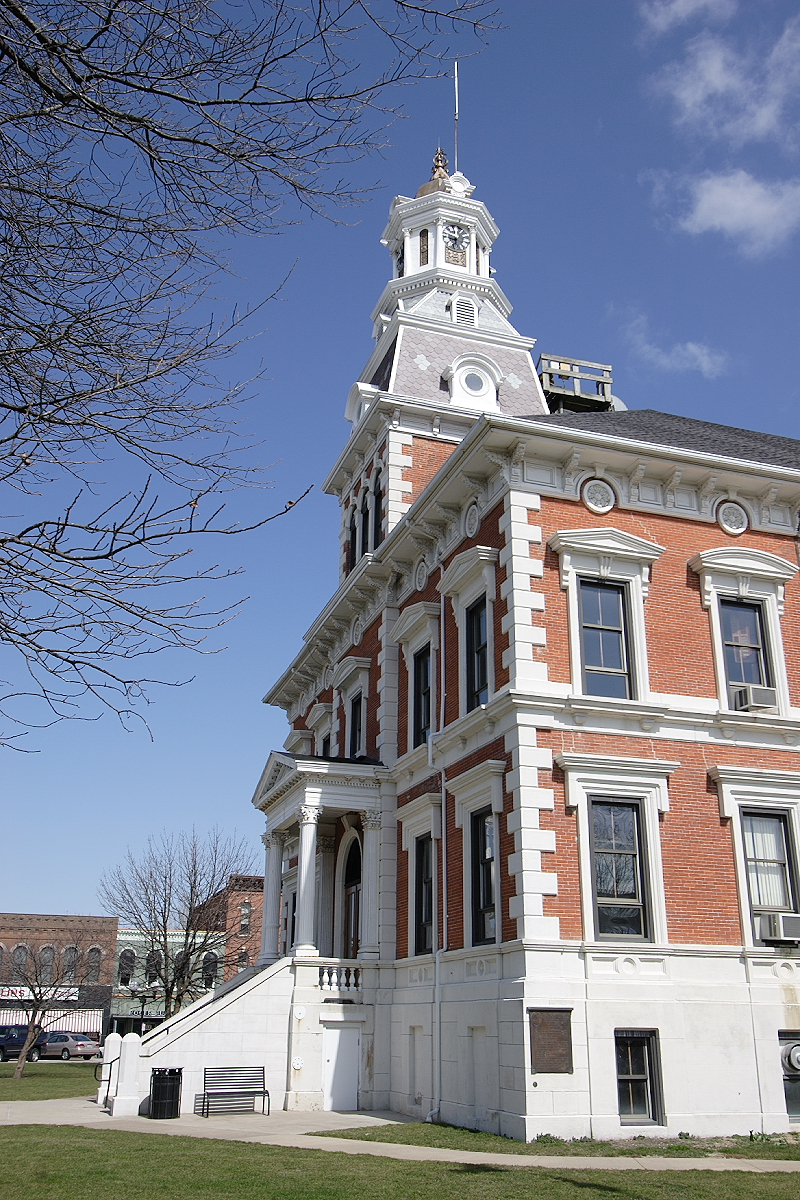
Siedziba władz hrabstwa McDonough

W hrabstwie znajduje się 12 360 gospodarstw domowych, w których 24,30% stanowią dzieci poniżej 18 roku życia mieszkający z rodzicami, 47,10% małżeństwa mieszkające wspólnie, 7,50% stanowią samotne matki oraz 42,60% to osoby nie posiadające rodziny. 31,80% wszystkich gospodarstw domowych składa się z jednej osoby oraz 12,10% żyje samotnie i ma powyżej 65. roku życia. Średnia wielkość gospodarstwa domowego wynosi 2,28 osoby, a rodziny wynosi 2,87 osoby.
Przedział wiekowy populacji hrabstwa kształtuje się następująco: 17,70% osób poniżej 18. roku życia, 27,60% pomiędzy 18. a 24. rokiem życia, 21,50% pomiędzy 25. a 44. rokiem życia, 19,10% pomiędzy 45. a 64. rokiem życia oraz 14,10% osób powyżej 65. roku życia. Średni wiek populacji wynosi 29 lat. Na każde 100 kobiet przypada 95,30 mężczyzn. Na każde 100 kobiet powyżej 18. roku życia przypada 93,80 mężczyzn.
Średni dochód dla gospodarstwa domowego wynosi 32 141 dolarów, a średni dochód dla rodziny wynosi 43 385 dolarów. Mężczyźni osiągają średni dochód w wysokości 29 326 dolarów, a kobiety 20 798 dolarów. Średni dochód na osobę w hrabstwie wynosi 15 890 dolarów. Około 9,60% rodzin oraz 19,80% ludności żyje poniżej minimum socjalnego, z tego 19,60% poniżej 18. roku życia oraz 7,20% powyżej 65. roku życia.

## CDP
- Adair
- Georgetown

## Miasta
- Bushnell
- Colchester
- Macomb

## Wioski
- Bardolph
- Blandinsville
- Good Hope
- Industry
- Prairie City
- Sciota
- Tennessee